# Шевченковский сельский совет (Никопольский район)
Шевченковский сельский совет (укр. Шевченківська сільська рада) — входит в состав
Никопольского района
Днепропетровской области
Украины.
Административный центр сельского совета находится в 
с. Шевченково.

## Населённые пункты совета
- с. Шевченково
- с. Крутой Берег
- с. Максимовка
- с. Александрополь